# Pourquoi j'ai pas mangé mon père
Ne doit pas être confondu avec Pourquoi j'ai mangé mon père.
Pour plus de détails, voir Fiche technique et Distribution.
Pourquoi j'ai pas mangé mon père est un film d'animation en capture de mouvement franco-italo-sino-belge réalisé par Jamel Debbouze, sorti en 2015. C'est une adaptation libre du roman Pourquoi j'ai mangé mon père de Roy Lewis publié en 1960. L'intrigue et les messages du film n'ont que peu de rapport avec l'œuvre originale.
Le film suit Édouard qui est le fils aîné du roi des simiens. Mais en raison de son aspect chétif, il est rejeté par sa tribu à sa naissance. Il grandit donc loin des siens. Auprès de Ian, qui devient son ami, il découvre le feu, la chasse, l’habitat moderne, l’amour grâce à Emi et même l’espoir. Généreux, il ira jusqu'à mener son peuple avec éclat et humour vers la véritable humanité.

## Synopsis
Au milieu de la savane préhistorique se trouve un grand banyan où des simiens vivent à l’intérieur. Les simiens attendent la venue du fils du roi Siméon mais son conseil Vladimir lui rapporte une nouvelle étrange. Le roi se concerte au lieu d’accouchement et découvre son premier fils fort, Vania dont il est fier mais Vladimir lui révèle son deuxième enfant qui est plus petit et chétif et qui est l’aîné de l’autre. Cette révélation déçoit le roi et sous l’influence de la Sorcière qui lui dit que cet enfant est une erreur de la nature, il donne l’ordre à Vladimir de le tuer pendant qu'il voit sa reine mourir de l’accouchement et qu’il présente son fils aux autres simiens. Vladimir jette le petit simien à un loup mais les feuilles et les vignes amortissent sa chute avant qu’il ne se fasse avaler. Le loup arrive néanmoins à lui mordre le bras droit et le petit simien est remonté par un simien inoffensif appelé Ian, et en voyant que l’enfant ne peut pas marcher sur ses quatre pattes à cause de son bras cassé, il décide de le recueillir et de le transporter sur son dos en lui donnant le nom d’Édouard. 
Des années plus tard, Édouard est devenu un simien adulte et, malgré ses handicaps, utilise son intelligence pour créer des inventions utiles pour lui et son ami Ian. Édouard insiste auprès de Ian pour qu’il l’emmène voir le match de coco-ball alors que ce dernier refuse, car il a peur de se faire martyriser par les autres simiens. Finalement, il accepte d’y aller à contrecœur et les deux simiens décident de se cacher pour voir le match. Durant la partie, Ian se laisse attirer par la noix de coco du jeu au point de faire irruption dans le match avec Édouard qui tentait de le retenir. Pendant que Ian se fait harceler par Sergey, le cousin de Vladimir, Édouard récupère la balle avec l’aide de sa dernière découverte : l’aspect collant de la sève. Lorsque Édouard est face à Vania, Vladimir et la Sorcière découvrent qu’il a même doigt de pied royal et se rendent compte avec horreur qu’Édouard est le premier enfant de Siméon. Alors que Vania s’apprête à reprendre le match, il réalise que sa main est collée avec la noix de coco et tous les simiens se jettent sur lui pour l’enlever (pendant qu’Édouard et Ian décident de s’en aller) et elle atterrit sur la tête de Siméon. Vladimir procède à l’arracher et le roi Siméon se retrouve chauve. Il ordonne aussitôt à Sergey de lui amener Édouard.
Dans l’antre de la Sorcière, Vladimir se retrouve réprimandé par celle-ci pour avoir échoué à tuer Édouard, elle insiste pour qu’il y remédie. Après le départ de Vladimir, la Sorcière s’aperçoit que Vanai a tout entendu et lui révèle qu’Édouard est son frère aîné qui doit succéder au roi. Cette révélation rend Vania fou de rage, mais la Sorcière lui promet de s’en débarrasser grâce à ses termites. Pendant ce temps, Édouard reçoit une convocation de Sergey pour aller voir le roi alors qu’ils pensent qu’il s’agit d’une invitation. Une fois devant le roi, Siméon exige des explications à Édouard sur ses "tours de magie" mais Édouard lui explique que c’est une invention que tout le monde peut faire, avant de lui montrer ses différentes inventions : une couronne en vigne pour Siméon, le reflet de l’eau et un trône en liane pour le roi. Tous les simiens et Siméon apprécient les inventions d’Édouard, mais la Sorcière lâche sa nuée de termites pour faire chuter le roi et rejeter la faute sur Édouard en prétendant qu’il est maudit. Vania saisit sa chance pour le tuer en le jetant du haut du banyan. Quand Siméon remonte, il blâme son fils pour avoir enfreint la loi en tuant Édouard, mais celui-ci lui retourne la question et Siméon prétend ne pas comprendre. 
Au pied du banyan, Édouard se révèle être encore en vie et malgré les tentatives de Ian de le remonter, Édouard accepte d’affronter malgré lui cette situation et se dirige vers la savane. Là-bas, il essaye de prendre un fruit à une autruche et le simien commence à se tenir sur ses deux pattes arrière. Lorsqu’une meute de loups approche, Édouard se met à courir avec les autres autruches, sous le regard encourageant des simiens. Durant la course poursuite, un troupeau de rhinocéros se met à charger de panique en voyant les loups, et tous se dirigent vers le banyan où les rhinocéros se roulent en boule et s’apprêtent à écraser Édouard. Mais Siméon intervient pour le sauver, et quand le reste du troupeau s’apprête à écraser, il décide de faire bouclier à Édouard. Après l’impact, Édouard découvre un Siméon mortellement blessé qui lui révèle qu’il est son père alors que Vania débarque. Édouard se sent perplexe, mais Vania dément sur ce qu’il a dit en déclarant qu’ils ne sont pas frères, avant de remonter avec le corps de son défunt père. 
Dans le banyan, les simiens se préparent pour le couronnement de Vania avec le corps de Siméon. Dans ses quartiers, Vania renvoie Vladimir pour lui avoir caché la vérité et ce simien tente de rejeter la faute à la Sorcière jusqu’à ce qu’elle arrive. Vania se présente aux autres simiens et annonce qu’il compte perpétuer les lois de la jungle en mangeant le corps mort de son père comme le veut la tradition mais Édouard, qui a su remonter sur le banyan, s’oppose à ce qu’on mange "son père". Vania n'en tient pas compte et s'apprête à exécuter la tradition, mais un orage fait fuir tous les simiens. Avec l’aide de Ian, Édouard jette le corps de Siméon jusqu’au pied du banyan et tente de le cacher, avant que Ian ne le dissimule sous un gros bloc de pierre. 
Une énorme tempête s’abat sur la savane et les simiens du banyan se trouvent un abri, sauf Vladimir qui se fait emporter par une tornade à cause de la Sorcière qui l'a délibérément lâché. Parallèlement, Édouard se fait aspirer par la tornade et à l’intérieur, il trouve une femelle simienne qu'il tente de sauver après être sorti du tourbillon. Une fois l’intempérie terminée, la simienne se réveille et frappe Édouard, mais pleure la perte de sa famille qui a été emportée par la tornade avant de s’enfuir. Édouard, tombé sous son charme, décide de la suivre en négligeant Ian. Après une course déjantée d’Édouard jusqu’en haut d'une falaise, la femelle se présente comme Lucy et les deux simiens commence à faire connaissance, même Lucy décide de se mettre à deux pattes. Sur le chemin du retour, Édouard trouve du feu et pense pouvoir le maîtriser sur un bâton. Il décide de retourner au banyan pour le montrer aux autres, mais la Sorcière continue de prétendre qu’il est maudit à cause des événements : les simiens chassent Édouard et Lucy. 
Dans une grotte de loup, Édouard utilise le feu pour faire fuir l’animal afin de pouvoir s’y installer avec Lucy, qui l'embrasse (sans savoir pourquoi), ce qui a l’air de lui plaire. Depuis le banyan, tous les simiens sont fascinés par le romantisme du deux couple mais la Sorcière simule le rugissement de leur dieu Zuva pour que Vania calme l’esprit afin que les simiens y fassent de même. Le lendemain, Lucy apprend à Édouard comment chasser du gibier, et Édouard essaye de dresser le loup tout en trouvant de nouvelle solution pour le feu. Au soir, Édouard jette son gibier au feu pour pas le manger, mais sa nourriture émet une odeur délicieuse qui va jusqu’au banyan et tous les simiens, affamés depuis plusieurs jours, s’agitent devant l’odeur. La Sorcière renouvelle le rugissement mais cette fois, le plus jeune des simiens, Diego, traverse les conduits de l’arbre jusqu’à la source du rugissement. Diego révèle alors l’imposture de la Sorcière et tous viennent à son secours puis ils décident de quitter le banyan pour aller rejoindre Édouard, sauf Gudule, une simienne éprise de Vania, qui préfère rester pour être aux côtés de ce dernier. Une fois là-bas, les simiens essaient de se faire inviter pour manger. Lucy refuse dans un premier temps, mais finit par accepter à condition qu’ils partent après manger, mais tous se retrouvent affalés dans la grotte et se mettent à danser après qu'Édouard se soit servi des bruits environnants pour créer de la musique.
Le temps passe et Lucy est enceinte d’Édouard, alors que les autres simiens se mettent à adopter le même mode de vie qu’eux en s’installant dans des grottes, en se mettant à deux pattes et en essayent de s’évoluer, alors que Vania et Gudule les observent depuis le banyan. La Sorcière retrouve la reine des termites et ordonne à sa nuée d’attaquer la ville des simiens pour se venger. Alors qu’Édouard règle un problème contre Sergey, la nuée de termites attaque les simiens et dévore le bois de leurs villes. Tous les simiens pleurent la perte de leurs bois, qui étaient une source de revenus, et Sergey rallie les autres contre Vania, convaincu qu’il est responsable de cet attaque.
Au banyan, Édouard essaye de les résonner mais les autres insistent pour se venger et quand Vania arrive, les simiens le menacent de le tuer s’il ne leur cède pas l’arbre, mais ce dernier refuse de céder sans combattre. Même s'il arrive à en battre certains, il se retrouve dépassé par le nombre et durant le conflit, le feu se répand dans le banyan avec Gudule à l’intérieur, Édouard la sauve mais il se retrouve coincé par une branche enflammée. Tous les simiens fuient devant l’incendie, abandonnant Vania et Édouard à terre. Voyant Édouard en danger et implorer son aide, Vania décide de le sauver avant que le banyan n’explose, tuant la Sorcière au passage. 
Peu après, Édouard et Vania s'avouent leurs erreurs l'un à l’autre devant les cendres du banyan, et Vania décide de se mettre à deux pattes en acceptant Édouard comme son frère. Après avoir retrouvé les autres, Sergey sème la panique chez les simiens parce qu’ils n’ont même plus d’endroit où habiter. En voyant des oiseaux voler vers le sud, Édouard rassure les autres en disant qu’il connaît un endroit où ils pourront vivre : une montagne blanche, endroit dont rêvait Ian. Les simiens traversent au-delà de la savane pour l'atteindre, où Édouard retrouve joyeusement Ian.

## Fiche technique
- Titre original : Pourquoi j'ai pas mangé mon père
- Titre en anglais : Why I Did (Not) Eat My Father[2]
- Réalisation : Jamel Debbouze en collaboration avec Frédéric Fougea[réf. nécessaire]
- Scénario : Jamel Debbouze et Frédéric Fougea
  - Scénario original : Jean-Luc Fromental et Frédéric Fougea d'après l'œuvre de Roy Lewis The Evolution Man
  - Adaptation : Jamel Debbouze, Frédéric Fougea, Ahmed Hamidi, Victor Mayence, Pierre Ponce, John R. Smith, Rob Sprackling
  - Dialogues : Jamel Debbouze, Frédéric Fougea, Ahmed Hamidi, Victor Mayence, Pierre Ponce
- Musique : Laurent Perez del Mar
- Animation : Carlos Grangel avec l'aide d'Olivier de Funès pour les personnages de Vladimir et Sergey d'après Louis de Funès
- Décors : Alexandre de Broca
- Montage : Dorian Rigal-Ansous
- Production : Frédéric Fougea
- Sociétés de production : Boréales, Pathé, Kissfilms, M6 Films et Cattleya
- Sociétés de distribution : Pathé Distribution (France)
- Budget : 32 000 000 €
- Pays d'origine :  France,  Italie,  Chine,  Belgique
- Langue originale : français
- Genre : animation, comédie
- Durée : 92 minutes
- Dates de sortie[2] :
  - France : 8 avril 2015

## Distribution
- Jamel Debbouze : Édouard
- Mélissa Theuriau : Lucy
- Arié Elmaleh : Ian
- Patrice Thibaud (CGI et voix : Louis de Funès) : Vladimir / Sergey
- Christian Hecq : Siméon
- Diouc Koma : Vania (capture de mouvement)
- Adrien Antoine : Vania (voix)
- Georgette Kala-Lobé : La sorcière (capture de mouvement)
- Nathalie Homs : La sorcière (voix)
- Youssef Hajdi : Marcel
- Johanna Hilaire : Gudule
- Dorothée Pousséo : Myrtille/Édouard bébé[réf. souhaitée]
- Charlotte des Georges : Fleura / Victoire
- Enzo Ratsito : Diego
- Cyril Casmèze : Hubert
- Dominique Magloire : Mamacita
- D'Jal : Portugais préhistorique
- Olivier de Funès : voix de l'assistant du chef

## Production
Le film est entièrement tourné en capture de mouvement. Grâce à ce procédé, Louis de Funès, mort en 1983, a pu servir de modèle au personnage de Vladimir, les animateurs ayant utilisé des images de ses films.
Filmé sur un plateau de 150 m2 avec 60 caméras, il utilise des casques spéciaux pour la capture de mouvement facial. Pour décorréler le financement et la localisation, la production a commercialisé les visages de plusieurs personnages en Italie et en Chine afin d’une part d’obtenir des investissements, d’autre part de générer un intérêt supplémentaire en salle lors de la sortie dans ces pays. Toute la postproduction (lighting, rendu, compositing) a été faite par Prana Studios en Inde.

## Sortie

### Accueil critique
En France, Pourquoi j'ai pas mangé mon père reçoit des avis contrastés dans la presse. Dans le quotidien d'information Le Monde, Isabelle Regnier loue « la drôlerie irrésistible du verbe de Debbouze ». Dans L'Express, Christophe Carrière estime que « la forme sert à merveille le fond » et que « l'animation est magnifique ». Dans l'hebdomadaire culturel Télérama, Guillemette Odicino remarque que « Jamel veut tout dire — et on le comprend — en une heure et demie, sur le handicap, la banlieue, l'amour, la fraternité et le mieux vivre ensemble » et que le scénario qui en résulte est un peu « fourre-tout », mais elle juge que l'ensemble reste une « bonne surprise », qu'elle compare à « un Disney sur de la musique soul, écrit par le Gérard Oury de Rabbi Jacob ». Dans Le Journal du dimanche, Danielle Attali juge le film « malin, enlevé, drôle et émouvant » et est convaincue en particulier par l'univers « cocasse et plein de charme » auquel s'ajoute une touche de poésie ; elle regrette seulement que la deuxième partie perde en énergie du fait d'être plus démonstrative. Dans Ouest France, Pierre Fornerod trouve que « fasciné par la technique de la capture de mouvement et la 3D, [le film] en oublie parfois de faire rire », mais ajoute que la dernière partie du film s'améliore de ce point de vue.
D'autres critiques ne sont pas entièrement convaincus. Le quotidien gratuit Metro publie ainsi deux critiques, l'une très favorable et l'autre très négative. Dans la première, Marilyne Letertre estime que le film « contient en effet tous les prérequis d’une production jeunesse : du rythme, de l’aventure, un humour à la portée de tous et de l’amour, au sens large du terme » et en salue la réussite artistique et graphique. Elle reproche à une partie des critiques d'« attaquer Jamel lorsqu’il fait du Jamel dans son premier film » alors que personne ne reproche à Woody Allen de « filmer des bobos new-yorkais depuis des décennies ». À l'inverse, Mehdi Omaïs, s'il salue la prise de risque de Jamel Debbouze et son travail pour porter à l'écran le roman de Roy Lewis, estime le résultat décevant, jugeant décors et personnages laids et l'écriture « inégale, inaboutie et lestée de métaphores aussi disgracieuses qu’un éléphant piégé dans un magasin de porcelaine (sur l’exclusion, entre autres) » et a eu « le sentiment constant de supporter un one-man-show qui n’avait pas vraiment sa place dans le cadre d’un film d’animation » qu'il aurait souhaité plus universel. Dans Marianne, Danièle Heymann qualifie la première réalisation de Jamel Debbouze de « souvent spectaculaire, terriblement bruyante, esthétiquement discutable, et par instants extrêmement touchante ». Dans le magazine de cinéma Positif, Philippe Rouyer regrette « l'agitation perpétuelle  qui semble devenue la norme depuis quelques années dans les blockbusters de l'animation », mais salue « la performance technique et quelques bons gags qui jouent sur les anachronismes pour filer la métaphore de la banlieue et esquisser un autoportrait fantasmé du charismatique Jamel ».
Parmi les critiques les plus négatives, le magazine hebdomadaire L'Obs parle de « navet totalement indigeste », Le Figaro de « ratage » doté d'un « scénario poussif » et de « dialogues d'une grande banalité ». Pour Critikat, le film est « empêtré dans une réalisation ronronnante » servie par la volubilité de Debbouze « parfois indigeste ».
Sur le site d'Allociné, la presse lui donne une moyenne de 3,1/5 basé sur 28 critiques presse. Les spectateurs lui donnent une moyenne de 2,0/5 basée sur 4481 notes.

### Box-office
Sortie en France, pendant les vacances de pâques et après une campagne marketing agressive le film remporte un certain succès avec un peu plus de 656 000 entrées en première semaine, puis le film s'essouffle avec un peu plus de 500 000 entrées en deuxième semaine, 424 000 en troisième semaine et un peu plus de 388 000 en quatrième semaine, soit 1,9 million d'entrées en un mois. 
L'effet bouche à oreille ne fonctionne pas pour le film et au bout de sept semaines d'exploitation dans plus de 700 salles, le film cumule 2,3 millions d'entrées. À la fin de l'année 2015, Pourquoi j'ai pas mangé mon père fait partie des 13 films français ayant dépassé le million d'entrées pendant l'année et totalise 2,4 millions d'entrées.

### Un gouffre financier
Avec un budget officiel de 32 millions d'euros hors campagne marketing, le film avait besoin de beaucoup plus d’entrées pour être rentable. Le bilan est donc plutôt négatif pour le distributeur Pathé qui a investi environ 20 millions sur les 32.